# 1987 BM1
1987 BM1 är en asteroid i huvudbältet, som upptäcktes 27 januari 1987 av den danska astronomen Poul Jensen vid Brorfelde-observatoriet.
Den har den diameter på ungefär 14 kilometer.